# 2002 GV31
2002 GV31, também escrito como 2002 GV31, é um objeto transnetuniano que está localizado no Cinturão de Kuiper, uma região do Sistema Solar. Este objeto é classificado como um cubewano. Ele possui uma magnitude absoluta de 6,2 e tem um diâmetro estimado com cerca de 155 km.

## Descoberta
2002 GV31 foi descoberto no dia 6 de abril de 2002 pelos astrônomos J. Pittichova e K. J. Meech.

## Órbita
A órbita de 2002 GV31 tem uma excentricidade de 0,097 e possui um semieixo maior de 44,338 UA. O seu periélio leva o mesmo a uma distância de 40,029 UA em relação ao Sol e seu afélio a 48,646 UA.